# 曽根海成
曽根 海成（そね かいせい、1995年4月24日 - ）は、大阪府大阪市東淀川区出身の元プロ野球選手（外野手、内野手、捕手）。右投左打。

## 経歴

### プロ入り前
小学校2年生からソフトボールを始め、5年生の時に野球に転向。「大道ジャガーズ」でプレーをする。
中学では軟式野球チーム東淀川ブラックジャガーズでプレーをする。
兄が京都国際高等学校の野球部に所属していたことから、同校に進学。1年生の夏から2番・三塁手で出場する。甲子園出場経験は無いが、1年生秋に行われた秋季京都大会ブロック予選決勝で、強豪の京都外大西高等学校に4対2で勝利し金星を挙げる。同校での戦績は2年生の夏に1番・遊撃手で出場した第94回全国高等学校野球選手権京都大会においての4回戦が最高で、3年生の夏に3番・捕手で出場した第95回全国高等学校野球選手権京都大会において、前年の選手権4回戦で敗退した北嵯峨高等学校と対戦し、2度の雷雨による中断を挟みながら、9回を1点リードで迎えたが、同点に追いつかれ、延長15回に逆転されて2対1で初戦敗退となる。11時30分の試合開始が試合終了は18時をこえる激闘だった。
2013年のプロ野球ドラフト会議にて、福岡ソフトバンクホークスから育成三巡目指名される。背番号は140。

### ソフトバンク時代
2014年は、二軍公式戦に1試合にのみ出場。三軍戦では88試合に出場し、打率.178、12打点の成績だった。
2015年は、プロ2年目は宮崎春季キャンプ期間中の2月中旬に、特守の際に右手親指を骨折し、5月5日の三軍の試合で実戦に復帰した。二軍公式戦には34試合に出場し、打率.200、6打点、3盗塁。三軍戦では29試合に出場し、打率.222、5打点、3盗塁の成績を残す。
2016年は、二軍公式戦に82試合に出場し、打率.244、18打点、6盗塁の成績で二軍に定着する。三軍戦では33試合に出場。打率.247、5打点、9盗塁の成績だった。10月31日、育成選手制度の規定に基づき自由契約公示された。11月25日～12月18日まで台湾で開催された2016アジアウインターベースボールリーグにおいて、NPBウエスタン選抜として派遣され、当大会で52打数16安打(打率.308)、2盗塁、7打点の成績だった。12月2日、翌シーズンの育成選手契約締結が発表された。
2017年は、宮崎春季キャンプにおいてA組に抜擢され、オープン戦も一軍に帯同する。3月9日の対北海道日本ハムファイターズ戦では、8回裏に公文克彦からセンターオーバーの適時三塁打を放った。さらに、守備でも軽快な動きを見せるなど活躍し、3月24日に支配下選手契約を結ぶ。年俸は550万円（金額は推定）、背番号は69。会見では「（正遊撃手の）今宮健太さんを抜きたい」と目標を掲げた。7月13日のフレッシュオールスターゲーム（静岡県草薙総合運動場硬式野球場）では出場選手で唯一複数安打を放ち、MVPを獲得した。7月27日に初めて一軍選手登録され、同日の対東北楽天ゴールデンイーグルス15回戦（Koboパーク宮城）において代走で一軍公式戦初出場を果たす、同月29日の対北海道日本ハムファイターズ16回戦（福岡 ヤフオク!ドーム）において、9番・二塁手で先発出場し一軍公式戦初打席を迎える。8月30日のウエスタン・リーグ、対オリックス・バファローズ戦では、二軍公式戦、三軍戦含めて初めての本塁打をサヨナラ本塁打で記録する。同年は、一軍公式戦にプロ4年目で2試合の出場を果たし、二軍公式戦においては112試合に出場し、二軍のレギュラーに定着。
2018年は、二軍公式戦で39試合打率.316、8打点の成績を出していたものの一軍出場機会はなく、7月22日に美間優槻とのトレードで広島東洋カープへの移籍が発表された。背番号は59。

### 広島時代

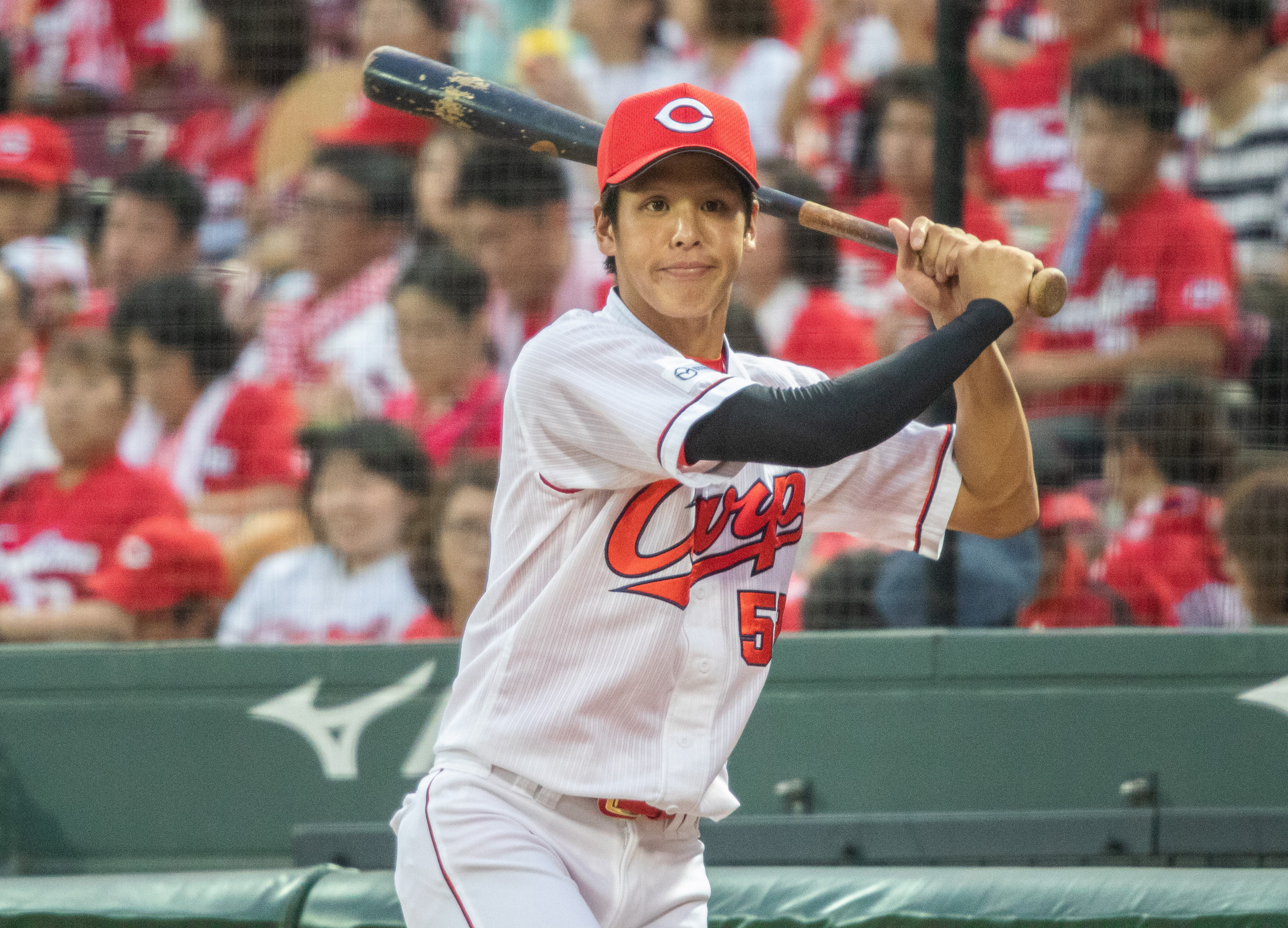
2018年8月24日 マツダスタジアムにて

8月7日に移籍後初の一軍昇格を果たすと、8月23日の対東京ヤクルトスワローズ戦（マツダスタジアム）で代打出場し、適時三塁打でプロ初安打を記録。古巣のソフトバンクとの対戦となった日本シリーズでは第1戦（10月27日・マツダスタジアム）に代打でシリーズ初出場を果たし、犠打を成功させた。シーズン終了後の11月19日に球団から、2019年シーズンより背番号が00に変更されることが発表された。
2019年は、シーズンの大半で一軍に帯同し、代走や内野外野両方の守備をこなすサブとしてチームに貢献した。
2020年は、新型コロナウイルス流行で試合数が縮小される中、33試合に一軍出場、17打席で打率.250（出塁率.294）、内外野の守備率で好成績を残した。
2021年は、新型コロナウイルスの流行が収まらない中、捕手メンバー感染の緊急事態に備え、春季キャンプにて捕手練習を行った。この年は開幕一軍に入り最終的に66試合に出場、主に外野の守備固めに起用され守備率1.000を記録した。
2022年は、新型コロナウイルス感染症の濃厚接触疑いで4月16日、特例2022で登録抹消。この年は44試合に出場、前年に続き内外野で守備率1.000を記録するも、打率.000（打席数7）に終わった。
2023年は、6月4日のセ・パ交流戦ソフトバンク戦に右翼手で先発出場、カープ出身の藤井皓哉より2020年以来となる安打を記録した。9月5日の対横浜DeNAベイスターズ戦（マツダ）では、同点延長10回二死から連続四球で二塁走者となり、続く堂林翔太の中前安打で二塁から本塁突入、DeNA側からリクエスト要求が出る際どいクロスプレイであったがセーフ判定。劇的なサヨナラゲームを演出し、ヒーローインタビューで堂林から祝福の水掛けを受けた。最終的に39試合に出場、15打席で打率.143、守備機会では安定した守備率を残した。
2024年は、3月3日の教育リーグ阪神タイガース戦で死球を受け、左尺骨を骨折。3月5日にプレート固定手術を実施し、全治3か月とされた。その後二軍で復帰するも一軍出場が無いままシーズン終了、10月8日に球団より戦力外通告を受けた。

### 広島退団後
2025年から兵庫県で活動を開始する社会人野球チームのサムティに入団し、野手コーチも兼任する。

## 選手としての特徴・人物
50m走のタイム5秒9の俊足と遠投115mの強肩を誇り、守備力に定評がある。内外野全ポジションに捕手もこなせるユーティリティープレイヤーであり、遊撃手を最も得意としている。

## 詳細情報

### 年度別打撃成績
| 年 度     | 球 団        | 試 合 | 打 席 | 打 数 | 得 点 | 安 打 | 二 塁 打 | 三 塁 打 | 本 塁 打 | 塁 打 | 打 点 | 盗 塁 | 盗 塁 死 | 犠 打 | 犠 飛 | 四 球 | 敬 遠 | 死 球 | 三 振 | 併 殺 打 | 打 率 | 出 塁 率 | 長 打 率 | O P S |
| --------- | ------------ | ----- | ----- | ----- | ----- | ----- | -------- | -------- | -------- | ----- | ----- | ----- | -------- | ----- | ----- | ----- | ----- | ----- | ----- | -------- | ----- | -------- | -------- | ----- |
| 2017      | ソフトバンク | 2     | 3     | 3     | 0     | 0     | 0        | 0        | 0        | 0     | 0     | 0     | 0        | 0     | 0     | 0     | 0     | 0     | 1     | 0        | .000  | .000     | .000     | .000  |
| 2018      | 広島         | 11    | 22    | 18    | 3     | 5     | 0        | 1        | 0        | 7     | 2     | 1     | 0        | 1     | 0     | 2     | 0     | 1     | 9     | 0        | .278  | .381     | .389     | .770  |
| 2019      | 広島         | 64    | 31    | 25    | 17    | 5     | 0        | 0        | 0        | 5     | 2     | 5     | 2        | 2     | 0     | 3     | 1     | 1     | 10    | 0        | .200  | .310     | .200     | .510  |
| 2020      | 広島         | 33    | 17    | 16    | 13    | 4     | 1        | 0        | 0        | 5     | 1     | 5     | 3        | 0     | 0     | 1     | 0     | 0     | 5     | 0        | .250  | .294     | .313     | .607  |
| 2021      | 広島         | 66    | 6     | 5     | 10    | 0     | 0        | 0        | 0        | 0     | 0     | 9     | 4        | 0     | 0     | 1     | 0     | 0     | 3     | 0        | .000  | .167     | .000     | .167  |
| 2022      | 広島         | 44    | 7     | 6     | 9     | 0     | 0        | 0        | 0        | 0     | 0     | 4     | 3        | 1     | 0     | 0     | 0     | 0     | 3     | 0        | .000  | .000     | .000     | .000  |
| 2023      | 広島         | 39    | 15    | 14    | 6     | 2     | 1        | 0        | 0        | 3     | 0     | 1     | 1        | 0     | 0     | 1     | 0     | 0     | 3     | 0        | .143  | .200     | .214     | .414  |
| 通算：7年 | 通算：7年    | 259   | 101   | 87    | 58    | 16    | 2        | 1        | 0        | 20    | 5     | 25    | 13       | 4     | 0     | 8     | 1     | 2     | 34    | 0        | .184  | .268     | .230     | .498  |

- 2024年度シーズン終了時

### 年度別守備成績
| 年 度 | 球 団        | 二塁  | 二塁  | 二塁  | 二塁  | 二塁  | 二塁     | 三塁  | 三塁  | 三塁  | 三塁  | 三塁  | 三塁     | 遊撃  | 遊撃  | 遊撃  | 遊撃  | 遊撃  | 遊撃     | 外野  | 外野  | 外野  | 外野  | 外野  | 外野     |
| 年 度 | 球 団        | 試 合 | 刺 殺 | 補 殺 | 失 策 | 併 殺 | 守 備 率 | 試 合 | 刺 殺 | 補 殺 | 失 策 | 併 殺 | 守 備 率 | 試 合 | 刺 殺 | 補 殺 | 失 策 | 併 殺 | 守 備 率 | 試 合 | 刺 殺 | 補 殺 | 失 策 | 併 殺 | 守 備 率 |
| ----- | ------------ | ----- | ----- | ----- | ----- | ----- | -------- | ----- | ----- | ----- | ----- | ----- | -------- | ----- | ----- | ----- | ----- | ----- | -------- | ----- | ----- | ----- | ----- | ----- | -------- |
| 2017  | ソフトバンク | 1     | 1     | 2     | 0     | 0     | 1.000    | -     | -     | -     | -     | -     | -        | -     | -     | -     | -     | -     | -        | -     | -     | -     | -     | -     | -        |
| 2018  | 広島         | 5     | 8     | 14    | 1     | 1     | .957     | -     | -     | -     | -     | -     | -        | -     | -     | -     | -     | -     | -        | 1     | 1     | 0     | 0     | 0     | 1.000    |
| 2019  | 広島         | 10    | 5     | 8     | 0     | 1     | 1.000    | 28    | 6     | 4     | 0     | 0     | 1.000    | 2     | 1     | 3     | 0     | 1     | 1.000    | 13    | 4     | 0     | 0     | 0     | 1.000    |
| 2020  | 広島         | 5     | 7     | 13    | 1     | 2     | .952     | 8     | 3     | 0     | 0     | 0     | 1.000    | 1     | 0     | 0     | 0     | 0     | ----     | 15    | 4     | 0     | 1     | 0     | .800     |
| 2021  | 広島         | 5     | 1     | 1     | 0     | 0     | 1.000    | 11    | 1     | 1     | 0     | 0     | 1.000    | -     | -     | -     | -     | -     | -        | 45    | 8     | 0     | 0     | 0     | 1.000    |
| 2022  | 広島         | 6     | 3     | 0     | 0     | 0     | 1.000    | 6     | 1     | 2     | 0     | 0     | 1.000    | -     | -     | -     | -     | -     | -        | 15    | 4     | 0     | 0     | 0     | 1.000    |
| 2023  | 広島         | 2     | 0     | 0     | 0     | 0     | ----     | 7     | 1     | 2     | 0     | 0     | 1.000    | -     | -     | -     | -     | -     | -        | 23    | 10    | 2     | 1     | 1     | .923     |
| 通算  | 通算         | 34    | 25    | 38    | 2     | 4     | .969     | 60    | 12    | 9     | 0     | 0     | 1.000    | 3     | 1     | 3     | 0     | 1     | 1.000    | 112   | 31    | 2     | 2     | 1     | .943     |

- 2024年度シーズン終了時

### 表彰
- フレッシュオールスターゲームMVP：1回（2017年） ※育成選手出身の受賞は史上初[40]

### 記録
初記録
- 初出場：2017年7月27日、対東北楽天ゴールデンイーグルス15回戦（Koboパーク宮城）、8回表にアルフレド・デスパイネの代走で出場
- 初先発出場：2017年7月29日、対北海道日本ハムファイターズ16回戦（福岡 ヤフオク!ドーム）、9番・二塁手で先発出場
- 初打席：同上、3回裏に白村明弘から空振り三振
- 初安打・初打点：2018年8月23日、対東京ヤクルトスワローズ18回戦（MAZDA Zoom-Zoom スタジアム広島）、5回裏に岡田明丈の代打で出場、原樹理から右越適時三塁打
- 初盗塁：2018年9月22日、対阪神タイガース23回戦（MAZDA Zoom-Zoom スタジアム広島）、2回裏に二盗（投手：藤浪晋太郎、捕手：梅野隆太郎）

### 背番号
- 140（2014年 - 2016年）
- 69（2017年 - 2018年7月25日）
- 59（2018年7月25日 - 同年終了）
- 00（2019年 - 2024年）

### 登場曲
- 「名探偵コナンのテーマ」（2017年 - 2018年）[41]
- 「超えていけ」キュウソネコカミ（2018年7月 - 2024年）

## 関連情報
ポスター
- 令和元年 年末交通事故防止県民総ぐるみ運動（2019年12月1日 - 10日、広島県・広島県警察・広島県教育委員会・公益財団法人広島県交通安全協会・広島県交通安全活動推進センター）[42]